# Bassiano (governador)
Bassiano (em latim: Bassianus) foi um oficial bizantino do século VI. Era filho dum oficial de nome incerto, que era neto do prefeito pretoriano do Oriente Marino através de sua filha. Seu pai teria sido nomeado ainda na juventude, muito embora já em idade para ter filhos, como governador da Líbia (Inferior ou Superior) e seria conhecido por seu caráter frívolo e sua administração corrupta e injusta. Bassiano sucedera-o como governador e foi lembrado nas fontes por sua administração mais corrupta que a de seu pai. Ambos, por sua vez, perderam a benevolência imperial derivada do parentesco com Marino.